# Katherine Warren
Katherine Warren (ur. 12 lipca 1905, zm. 17 lipca 1965) – amerykańska aktorka filmowa i telewizyjna. Najbardziej znana jest z ról w filmach: Gubernator (All the King’s Men) z 1949 roku, The Prowler z 1951 roku i Bunt na okręcie (The Caine Mutiny) z 1954 roku.

## Kariera
Wystąpiła w ponad 30 filmach i dziesiątkach programów telewizyjnych, w tym w serialach telewizyjnych: Alfred Hitchcock przedstawia (Alfred Hitchcock Presents) i Bonanza (1960-1973) oraz w filmach: Więzienny rock (Jailhouse Rock) (1957), The Glenn Miller Story (1954), Gubernator (All the King’s Men) (1949), i jako matka chorążego Williego Keitha w dramacie wojennym o wielkim budżecie Bunt na okręcie (The Caine Mutiny) (1954).
Jej ostatnie występy telewizyjne miały miejsce w serialu westernowym Laramie w latach 1960–1963.

## Filmografia
| Rok  | Tytuł                                    | Rola               | Uwagi                |
| ---- | ---------------------------------------- | ------------------ | -------------------- |
| 1949 | Mary Ryan, Detective                     | Sawyer             |                      |
| 1949 | Gubernator (All the King’s Men)          | Burden             |                      |
| 1949 | Tell It to the Judge                     | Kitty Lawton       |                      |
| 1949 | The Story of Molly X                     | Norma Calvert      |                      |
| 1949 | And Baby Makes Three                     | Ellis – Nurse      | nie wymieniona       |
| 1950 | Three Secrets                            | Connors            |                      |
| 1950 | Harriet Craig                            | dr Lambert         | nie wymieniona       |
| 1950 | Mystery Submarine                        | Weber              |                      |
| 1951 | Three Guys Named Mike                    | Scott Bellemy      | nie wymieniona       |
| 1951 | The Prowler                              | Grace Crocker      |                      |
| 1951 | Dear Brat                                | Clark              | nie wymieniona       |
| 1951 | Lorna Doone                              | Sarah Ridd         | nie wymieniona       |
| 1951 | Night Into Morning                       | Margaret Andersen  |                      |
| 1951 | Force of Arms                            | major Waldron      |                      |
| 1951 | The Tall Target                          | Gibbons            | nie wymieniona       |
| 1951 | The People Against O’Hara                | William Sheffield  |                      |
| 1951 | The Lady Pays Off                        | Dean Bessie Howell |                      |
| 1952 | Scandal Sheet                            | Allison            | nie wymieniona       |
| 1952 | This Woman Is Dangerous                  | Millican           |                      |
| 1952 | Talk About a Stranger                    | Dorothy Mahler     | nie wymieniona       |
| 1952 | Paula                                    | Mary               | nie wymieniona       |
| 1952 | Washington Story                         | Birch              |                      |
| 1952 | Son of Ali Baba                          | Princess Karma     | nie wymieniona       |
| 1952 | Flat Top                                 | matka Dorothy      | nie wymieniona       |
| 1952 | The Steel Trap                           | Kellogg            |                      |
| 1952 | Battles of Chief Pontiac                 | Chia               |                      |
| 1952 | The Star                                 | Ruth Morrison      | nie wymieniona       |
| 1953 | The Man Behind the Gun                   | Phoebe Sheldon     | [ 2 ]                |
| 1954 | The Glenn Miller Story                   | Burger             |                      |
| 1954 | Bunt na okręcie(The Caine Mutiny)        | Keith              |                      |
| 1954 | Dziewczyna z prowincji(The Country Girl) | Theatregoer        | nie wymieniona       |
| 1954 | The Violent Men                          | Vail               | nie wymieniona       |
| 1954 | The Bamboo Prison                        | Mother Rand        | głos, nie wymieniona |
| 1956 | Inside Detroit                           | Ethel Linden       |                      |
| 1956 | Fury at Gunsight Pass                    | Boggs              |                      |
| 1957 | Drango                                   | Scott              |                      |
| 1957 | Jailhouse Rock                           | Van Alden          | nie wymieniona       |
| 1957 | Zero Hour!                               | Purdy              | nie wymieniona       |
| 1960 | I’ll Give My Life                        | Dora Bradford      |                      |

## Teatr w Broadway
- Three Times the Hour (1931) jako Lawrence M. Blake
- Wednesday’s Child (1934) jako Kathryn Phillips
- Blind Alley (1935) jako Doris Shelby
- Cyrano de Bergerac (1936) jako Roxane